# Formica ruficeps
Formica ruficeps é uma espécie de formiga do gênero Formica, pertencente à subfamília Formicinae.